# ウズベク・ソビエト社会主義共和国

ウズベク・ソビエト社会主義共和国
Ўзбекистон Совет Социалистик Республикаси (ウズベク語)
Узбекская Советская Социалистическая Республика (ロシア語)

国の標語: Бутун дунё пролетарлари, бирлашингиз!（ウズベク語）
万国の労働者よ、団結せよ！国歌: 
Ўзбекистон Совет Социалист Республикасининг давлат мадҳияси（ウズベク語）
ウズベク・ソビエト社会主義共和国国歌

ウズベク・ソビエト社会主義共和国の位置

ウズベク・ソビエト社会主義共和国（ウズベク・ソビエトしゃかいしゅぎきょうわこく、ウズベク語: Ўзбекистон Совет Социалистик Республикаси、ロシア語: Узбекская Советская Социалистическая Республика）、略称でウズベク共和国（ウズベクきょうわこく）は、ソビエト連邦の構成共和国の1つである。
1991年9月1日、ウズベキスタン共和国として独立した。

## 建国
ロシア革命後、1917年11月から1918年3月にソビエト権力が樹立され、その領土の大部分は、トルキスタン自治ソビエト社会主義共和国の構成下に入った。その後ブハラ人民ソビエト共和国・ホラズム人民ソビエト共和国が樹立されるが、民族境界画定工作の結果として1924年10月27日に新たな領域が設定されて、ウズベク・ソビエト社会主義共和国が誕生した。

## ウズベキスタン共産党
1924年10月、ウズベキスタン共産党中央委員会組織局が創設された。1925年2月、ウズベキスタン共産党第1回設立会議が行われ、中央委員会が設置された。
1925年、ウズベキスタン人民委員会議議長にブハラ族の代表ファイズッラ・ホジャエフが任命された。彼はモスクワの特別な信任を得ていたが、部族間の勢力均衡のために、1929年にタシケント族を代表するアクマリ・イクラモフが中央委員会第一書記に、フェルガナ出身のウスモン・ユスポフが中央委員会書記に任命された。
ソ連時代に連邦当局は、人事政策によりウズベキスタンの部族集団のバランスを維持した。この際共和国の党指導者の交代は、一定の氏族に有利な人事異動を伴った。タシケント族とサマルカンド族に支えられていたシャラフ・ラシドフ第一書記の死後、ウズベキスタンにおける指導的立場は、フェルガナ族のイナムジョン・ウスマンホジャエフ、後にラフィク・ニシャノフが占めた。この際両者はマフィア及び汚職対策において、ラシドフが任命した者達の迫害に遭った。
1989年6月に失脚したニシャノフと交代で、イスラム・カリモフが第一書記となった。

### 歴代第一書記
- ウラジーミル・イワノフ（1925年 - 1927年） - ロシア人。銃殺。
- クプリアン・キルキシュ（1927年 - 1929年） - ベラルーシ人。事故死。
- ニコライ・ギカロ（1929年） - ロシア人。銃殺。
- イサーク・ゼレンスキー（1929年） - ユダヤ人。銃殺。
- アクマリ・イクラモフ（1929年 - 1937年） - タシケント出身。銃殺。
- ウスマン・ユスポフ（1937年 - 1950年） - フェルガナ出身。
- アミン・ニヤゾフ（1950年 - 1955年） - フェルガナ出身。
- ヌリトディン・ムヒトディノフ（1955年 - 1957年） - タシケント出身。
- サビル・カマロフ（1957年 - 1959年） - タシケント出身。
- シャラフ・ラシドフ（1959年 - 1983年） - ジザク出身。
- イナムジョン・ウスマンホジャエフ（1983年 - 1988年） - フェルガナ出身。
- ラフィク・ニシャノフ（1988年 - 1989年） - タシケント出身。
- イスラム・カリモフ（1989年 - 1991年） - サマルカンド出身。

## 消滅
1990年6月20日、ウズベキスタン最高会議はウズベク・ソビエト社会主義共和国の国家主権宣言を採択した。最高会議は大統領職を制定し、イスラム・カリモフを大統領に選出した。
1991年9月1日にウズベキスタン共和国の独立が宣言され、ソ連から離脱し独立国となった。

## 基礎情報
| 人口             | 詳しくはウズベキスタンの人口統計などを参照。 1983年時点では1704万人と、ソビエト連邦の6.28%を占める。 |
| 面積             | 447,400km² ソビエト連邦の2.00%。                                                                     |
| 生産国民所得     | 175億500万ルーブル (1982年) 一人当たりでは1,028ルーブル                                              |
| 行政区画         | 1自治共和国12州158地区、113市 (1980年代)                                                             |
| 人口増加率       | 27.6% (1982年、出生率は35.0%、死亡率は7.4%)                                                          |
| 都市人口         | 42% (1983年)                                                                                         |
| 工業部門雇用比率 | 65.22% (1979年)                                                                                      |
| 農業総生産       | 69億5500万ルーブル (1982年) うち、農産物が49億1900万ルーブル、畜産が20億3600万ルーブル               |
| 発電量           | 390億kWh (1982年)                                                                                    |
| 鉄道延長         | 3,480km (1982年)                                                                                     |
| 自動車道路延長   | 69,500km (1982年) (うち、58,200kmは舗装済み)                                                         |